# Orde van Verdienste van de deelstaat Noordrijn-Westfalen

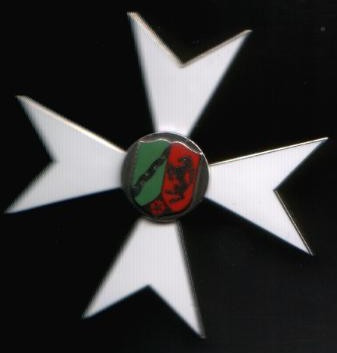
Het kruis

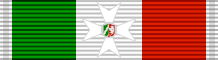
Lintje

De Orde van Verdienste van de deelstaat Noordrijn-Westfalen, in het Duits: "Verdienstorden des Landes Nordrhein-Westfalen" geheten, is de hoogste orde van verdienste van Noordrijn-Westfalen, een deelstaat van de Bondsrepubliek Duitsland.
Na de stichting van de Bondsrepubliek Duitsland werd de orde in maart 1986 door minister-president Johannes Rau bij wet ingesteld. Op 1 juni 2002 werd de onderscheiding voor het eerst toegekend door de minister-president van Noordrijn-Westfalen.
De minister-president van Noordrijn-Westfalen, de ministers voor zover het hun ambtsgebied betreft en de voorzitter van het Parlement, de Landtag mogen voordrachten doen. De minister-president besluit over de benoemingen. Hij kan de dragers de orde ook weer afnemen wanneer blijkt dat zij dit ereteken niet waardig zijn of achteraf niet waardig waren geweest. Er mogen 2500 levende dragers van het kruis zijn.
De orde kent geen ridders of commandeurs maar zij die het kruis bezitten zijn "drager" van dat kruis. Het kruis wordt door heren en dames opgespeld op de borst gedragen.
Voor dagelijks gebruik is er een knoopsgatversiering in de vorm van een miniatuur van het kruis op een groen-wit-rood lintje. Er is ook een batton dat op de borst van een uniform kan worden gedragen om aan te geven dat de drager het kruis bezit. 

## Het versiersel
Het versiersel is een Steckkreuz. Een dergelijk kruis wordt niet aan een lint gedragen maar op de borst gespeld.